# Vladimir Stojarov
 (mai 2020).
Vladimir Fiodorovitch Stojarov (en russe : Владимир Фёдорович Стожаров) est un peintre né le 3 janvier 1926 à Moscou en république socialiste fédérative soviétique de Russie, URSS et mort le 22 novembre 1973 à Moscou, URSS.

## Biographie
Fils du chauffeur Fiodor Stojarov, Vladimir, dont le diminutif est Volodia ou Vova, nait au 21 de la rue Bolchoi Karetny, à Moscou. Sa famille passe les étés non loin de la capitale, au sud-ouest, dans le village de Svinorye.  
En 1939, il entre à l'école intermédiaire d'art de Moscou avec pour professeurs, entre autres, Vitali Pochitalov, Akindine Petrovitch Chorchev, Pavel Tikhonovitch Kochevoï, Sergueï P. Mikhaïlov. Pendant la Grande guerre patriotique l'école est transférée dans le village de Voskressenskoïe en République socialiste soviétique autonome bachkire. 
À la fin des hostilités, il poursuit ses études à l'École de peinture, de sculpture et d'architecture de Moscou appelée depuis 1948 Institut Vassili Sourikov avec, parmi ses maîtres, Igor Grabar, Sergueï Guerassimov, Gueorgui Savitski, Dmitri Mochalski, Vitali Pochitalov. Entre 1946 et 1951, il fait des voyages dans la région de Kostroma où de nombreux membres de sa famille résidaient, dans la région de Iaroslavl, et à Astrakhan avec Alexeï et Sergueï Tkachev. Il y peint des portraits de son épouse Nadia Ryazanova,, des autoportraits, des paysages,, des natures mortes, et des portraits d'autres membres de sa famille. 
Il obtient son diplôme d'artiste peintre en 1951. D'autres voyages suivent : en 1952 en Sibérie avec le peintre Mikhaïl Filippovitch Artyoukhine où il découvre le Lac Baïkal, les villes Omsk, Irkoutsk et Yssyk Koul, en 1953 dans la région du bassin du fleuve Ienisseï et de la rivière Angara avec le peintre Ivan Vassilievitch Sorokine. C'est aussi à partir de cette date qu'il commence à exposer.
Alors débute une carrière courte mais très prolifique où sans cesse l'artiste parcourt son pays et voyage à l'étranger pour réaliser des croquis et des tableaux, souvent très importants en dimensions, qui sont plus que des témoignages pittoresques et colorés de choses vues. Ses voyages, seul ou avec les peintres Vladimir Semionovitch Zakhardine et Ivan Sorokine le conduisent dans les terres vierges du Kazakhstan, mais il revient aussi dans les régions de Kostroma et de Iaroslavl. En 1954, il devient membre de l'organisation moscovite de l'Union des Artistes soviétiques et participe pour la première fois  à l'exposition d'art de toute l'Union : cette participation se poursuivra jusqu'en 1973. 
Ses œuvres sont présentées à l'étranger, comme en 1956 où une partie de ses travaux d'étudiant est présentée à l'exposition internationale de travaux d'étudiants d'écoles des Beaux-Arts et de jeunes artistes au IVe congrès de l'union internationale des étudiants à Prague, ou en 1958, plusieurs de ses œuvres figurent à l'exposition d'artistes soviétiques dans la république populaire de Chine au palais musée à Pékin et aux cimaises du pavillon de l'URSS à l'exposition internationale de Bruxelles. En 1959, il effectue un premier voyage de travail en Italie où, lors de son séjour à Venise, n'ayant pas assez d'argent pour payer la pension il dédommageait le propriétaire en donnant des croquis et des peintures. Il y peint des paysages, par exemple Venise, le tableau préféré de son épouse, et qu'ils conserveront dans leur datcha des environs de Moscou . En 1960, il découvre la France : il peint ainsi Chartres. Puis ce sont dans les années 60 à nouveau des voyages dans les régions de Riazan, d'Arkhangelsk, dans la république socialiste soviétique autonome des Komis le long de la Dvina septentrionale et de la Pinega, et à Kostroma et Iaroslavl avec les peintres Guenardy Daryin, Fydor Novotelnov, Igor Popov, Iouri Semenyouk, Galina Ogareva-Daryina, et Efrem Zverkov. Il continue d'être présenté à l'étranger : participation à l'exposition « La peinture et la sculpture de l'URSS » au pavillon d'art VBKD à Berlin Est en 1961, participation à la biennale des Pays Baltes consacrée à la peintures et au graphisme à laquelle participent le Danemark, l'Allemagne, La RDA, la Norvège, La république de Pologne, la Suède, la Finlande et l'Union soviétique à Rostock en 1965. La même année, on lui décerne le titre d'artiste émérite de la république socialiste fédérative soviétique de Russie.
En 1967, à Tokyo, il figure à l'exposition « Cinquante ans de peinture soviétique ». Il reçoit une médaille d'argent de l'Académie des Arts de l'URSS, et effectue un second voyage de travail en Italie où il réalise une série d'études sur Rome, le Ponte Vecchio à Florence, Venise. Il sera représenté à la XXIIIe Biennale de Venise en 1968. En 1972, il voyage en Roumanie, Bucarest, en passant par Varsovie, Prague et Bratislava avec l'artiste Stanislas Anfimovitch Torlopov pour une exposition de travaux d'artistes de la RSFSR ayant pour sujet la "Russie septentrionale". Il est aussi représenté à l'exposition itinérante « L'URSS est notre mère patrie » à Moscou, Chisinau, Kiev, Odessa et Bakou. 
En 1973 à New Delhi, plusieurs de ses œuvres peintes figurent avec celles d'autres artistes à l'exposition organisée pour célébrer le 50e anniversaire de la formation de l'URSS. Et il est élu membre correspondant de l'Académie des beaux-arts de l'URSS. Le 22 novembre, Vladimir Stojarov  s'éteint à Moscou, en laissant avec leur mère, Nadejda (Nadia) Constantinovna, ses deux fils Alexandre (Sacha) et Constantin (Kostia). Désormais il repose au Cimetière Vagankovo sous une stèle sculptée par Alexandre D. Cherbakov. Sa dernière œuvre aura été une nature morte.

## Style et thèmes
Vladimir Stojarov était un peintre qui travaillait beaucoup, car, en guère plus de vingt-cinq ans d'activité, il a laissé plusieurs centaines d'œuvres, souvent de grandes dimensions, et de croquis dont la très grande majorité ont été effectués dans la Russie septentrionale. L'article laissé par Gueli Korjev, en 1972, dans le numéro 12 du journal Ogoniok nous renseigne sur sa personnalité mais c'est surtout l'article écrit par Iouri Semenyouk en 1976 avec lequel il avait voyagé en 1961, 1965, 1966, 1968 et 1970 qui confirme que c'était un travailleur acharné : « Il travaillait par tous les temps », « Je ne me souviens pas d'une journée de mauvais temps où il ne travaillait pas », il travaillait « même au crépuscule ». Il travaillait en plein air et avait toujours son carnet de croquis. Gilberto Geraldo rapporte l'anecdote suivante : une tempête était annoncée et alors que tout le monde partait se mettre à l'abri, Vladimir Stojarov a fixé solidement son chevalet au sol, attaché la toile sur celui-ci pour qu'elle ne s'envole pas et s'est mis au travail.
Les régions septentrionales de la Russie sont couvertes d'immenses forêts drainées par de nombreuses rivières et des fleuves puissants. La pêche, l'élevage et le travail du bois surtout y sont des éléments fondamentaux de la culture des autochtones. Stojarov y a trouvé le sujet de la plupart de ses dessins et de ses tableaux qui représentent : 

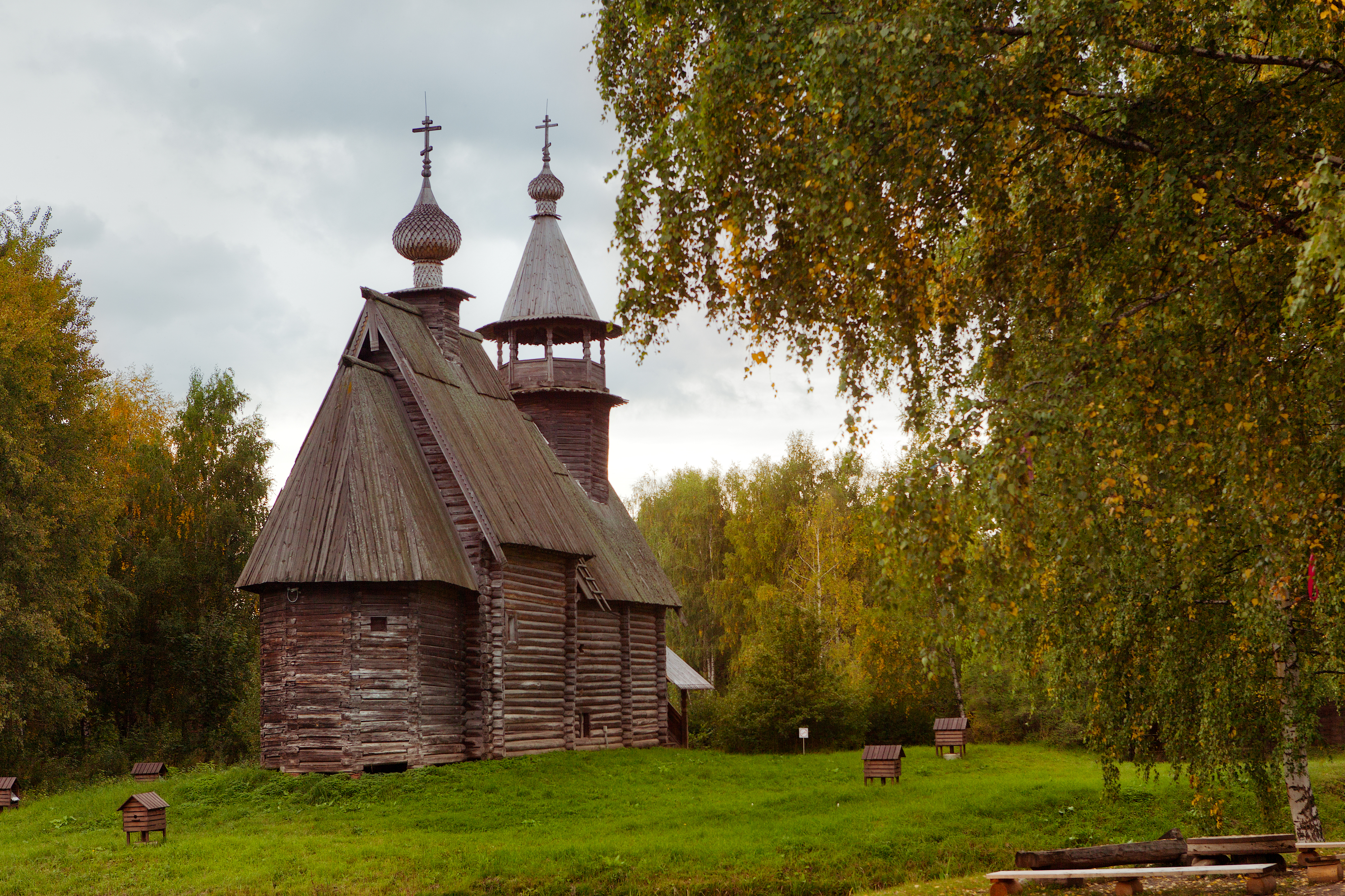
L'église de Fominskoye représentée par Vladimir Stojarov.

- villages et églises (comme par exemple Kostroma. Cathédrale de la Sainte mère de Dieu au village de Kholm, datée du 30 septembre 1969[15], ou Église de la Dormition du village de Kouritsko (1595) près de Novgorod (1970)[16], ou encore Kostroma : l'église de l'assomption du village de Fominskoye (1970)[17]) ;
- maisons en bois de mélèze avec leurs ouvertures orientées plein sud (exemples : étude pour le tableau La maison de N. I. Ourlov au village d'Andreikovo (1956)[18] , Mouftyouga : la maison d'Alexandre Nicolaievitch Ivkine (1966)[19] , La maison de la doctoresse Tamara Dmitrievna Ostapova (1969) [20] ;
- moulins à vent (exemples : Paysage d'automne avec un moulin à vent (1956)[21], Moulin à vent à Grigorkovo (1959)[22] ;
- objets de la vie quotidienne fabriqués en écorce de bouleau, bols, cuillères, laptis (exemples : Nature morte avec un fer à cheval (1961)[23] , Pot en céramique (1972)[24].

Il a été aussi le témoin de l'intrusion progressive d'un nouveau mode de vie parmi ces bûcherons, éleveurs et pêcheurs : on peut le voir dans Avion survolant le village, ou Ma jeep.
Il a peint aussi de nombreuses scènes de genre comme : Livraison de grains au stock de l'État à Poutiatino (1961), Arrivée du courrier à Karpogori (1962), Les Butorovs construisent une nouvelle maison (1965), Le passage du 1er bateau à moteur (1965), Goudronnage de coques de bateaux à Chiliaevo (1969).
Il peignait souvent par larges touches en chargeant beaucoup ses pinceaux . Ainsi l'épaisseur de la matière rend parfaitement compte du terrain gorgé d'eau bouleversé par le gel puis le dégel, phénomène désigné sous le nom de raspoutitsa. Dans ces immenses contrées l'élément liquide est omniprésent et il a représenté très souvent les fleuves et les rivières : Sur la Volga (1947), La berge de l'Ienisseï (1953), Sur la rivière Kostromka (1959), Au bord de l'Angara (1961), Crépuscule sur la rivière Vachka (1968). Ensuite ce sont la débâcle et les inondations avec des dizaines de tableaux : Débâcle sur la rivière Mezna au village de Bolchaya Pyssa daté du 14 mai 1964, Syordla, La crue au printemps (1969), La (rivière) Vachka. L'inondation (1969), La crue (1969). 
On ne peut pas voyager, décrire ces régions et en faire des tableaux sans montrer la neige qui tombe, qui recouvre tout ou presque et il nous montre qu'elle n'oblige pas les habitants et les animaux à rester confinés à l'intérieur : Cheval avec traîneau au village de Gloukovki daté du 27 octobre 1960, Le matin; la neige est tombée (1965), Fonte des neiges à Vajgort (1969), Mai : la neige est tombée (1969), Dernière neige (1969). Après la saison froide la pluie remplace la neige et le paysage perd ses couleurs ; ce sont : Journée terne au village de Chotova Gora (1962), Journée grise datée du 18 mai 1962, Triste journée de printemps (1965), Mouftyouga : morne journée (1966). Cette importance de l'eau dans sa vie se retrouve dans les photos de l'album de famille avec, entre autres, celle où il dessine dans une barque sur la Volga , son voyage à Venise d'où il a ramené quantité d'œuvres très colorées sur les canaux, à Florence avec un pont sur l'Arno (fleuve) et en France, à Chartres où il a peint des maisons au bord de l'Eure. Ses nus aussi ont été réalisés dans des banias mais il ne pouvait sans doute pas faire autrement pour trouver des modèles.  
Au début de son activité de peintre il a réalisé beaucoup de portraits, de sa famille (Portrait d'Olga Mikhailovna Stojarov (1955), Portrait de Katia, cousine germaine  (1958)), mais aussi de kolkhoziens (Portrait du héros du travail socialiste V. Zhoukov, président du kolkhoze « La voie de Lénine » dans la région de Riazan (1960), Portrait de A. P. Fedosova, directrice de l'élevage des moutons, au kolkhoze « Vladimir Illitch Lénine » (1960)), ou de personnages divers, souvent à mi-corps (Pêcheur (1950), Fille avec des seaux (1954)), mais à partir des années soixante ses portraits se font rares. Cependant on trouve ceux de ses fils : Portrait de Constantin Stojarov (1965), Portrait d'Alexandre Stojarov (1969). On ne trouve pas de nus réalisés après l'année 1961 : les derniers nus peints par Stojarov semblent être Nu assis (1960-1961) et Étude d'une tête de femme au bain (1961). Tous ses nus représentent une ou un groupe de femmes, peintes avec énergie et à gros coups de pinceau donnant à leurs formes généreuses la couleur qui sied à des corps bien en chair. 
Ce sont ses paysages, ses natures mortes et ses scènes de genre qui ont été récompensés. Ses panoramiques avec de nombreux personnages dans des attitudes variées très expressives témoignent d'un travail de préparation important : observation, choix des postures et esquisses que l'on trouve dans ses croquis et disposition judicieuse de tous ces personnages dans la composition. Mais si les attitudes sont riches d'enseignement, ce ne sont pas des portraits et le visage se réduit souvent à une tache de couleur d'autant plus que les personnes sont souvent assez éloignées : Près de la maison dans le village de Gloukhovki (1958), Le transport du fumier (1969). Cependant des indications apparaissent sur les visages dans quelques tableaux dont Sur des terres vierges au Kazakhstan.
Il est naturel pour un peintre de s'intéresser à la couleur et cela se ressent déjà dans les titres de ses tableaux comme Autoportrait avec un chapeau blanc (1949), Lointains bleutés (1952), Maison avec moulures violettes (1961), Cheval et traîneau rouge datée du 21 avril 1966 et cela éclate dans ses compositions. Pour n'en citer que quatre : Touroukhansk (1956) avec un coucher de soleil flamboyant, Été indien (1957) où aux couleurs de l'automne s'ajoutent les couleurs de la terre labourée, du ciel, des barques peintes qui se reflètent dans la rivière, Journée ensoleillée (1959) où les rondins des habitations, d'habitude de couleur sombre, prennent toute une série de teintes chaudes sous les rayons du soleil qui vient les éclairer et les réchauffer, Dans l'atelier de l'artiste (1967), avec ce tapis de sol qui illumine la pièce. On peut aussi citer ses scènes de genre avec leurs nombreux personnages qui animent des rassemblements bigarrés.

## Quelques œuvres
Plusieurs centaines de ses œuvres sont exposées dans, au moins 92 musées des républiques qui constituaient auparavant l'URSS. Mais cette liste ne constitue qu'une partie de son œuvre picturale à laquelle il faudrait ajouter de nombreux croquis.

### À Moscou
La Galerie Tretiakov à Moscou en présente au moins dix-sept dont,, : 
- Septembre, huile sur toile, 70 × 180 cm, 1956.
- Autour du samovar, huile sur toile, 98 × 140 cm, 1956.
- Nature morte avec sorbes, huile sur toile, 60 × 140 cm, 1957.
- Le village d'Andreykovo. Vêtements de fête, huile sur toile, 80 × 200 cm, 1958.
- Il fait de plus en plus froid, huile sur toile, 60 × 150 cm, 1959.
- Galitch, le quartier des pêcheurs, huile sur carton, 54 × 95 cm, 1961.
- Puits à Karpogori, huile sur carton, 47 × 99 cm, 1962.
- Karpogori, huile sur panneau de fibres, 62 × 142 cm, 1964.
- Nature morte avec pain, sel et bratina (bol à vin en bois), huile sur toile, 100,5 × 130 cm, peint en 1964, acquis en 1965.
- Chotova, village de montagne, huile sur toile, 115 × 127 cm, 1964.
- La maison d'Anna Alekseïevna Loginova, huile sur carton, 57 × 74 cm, 1965.
- Nature morte avec un arceau de troïka, huile sur carton, 80 × 100 cm, 1966[62].
- Nature morte avec lin, huile sur toile, 90 × 125 cm, 1967.
- Assise (Italie), huile sur carton, 52,5 × 74,5 cm, 1967.
- Le village de Syordla dans la République socialiste soviétique autonome des Komis, huile sur toile, 121 × 170 cm, 1969.
- Pskov, église de Saint Côme et Saint Damien XVe – XVIIe siècles, huile sur carton, 56 × 74,5 cm, 1970.
- Pailler et grange de battage par une nuit de pleine lune, huile sur toile, 70 × 150 cm, 1973.

### À Saint-Pétersbourg
Le Musée Russe à Saint-Pétersbourg en présente au moins onze dont, : 
- Arrivée des travailleurs en renfort, huile sur toile, 105 × 240 cm, 1959.
- Kargopol, huile sur carton, 51,5 × 72,5 cm, 1963.
- Crépuscule sur la Mezen, huile sur carton, 46,5 × 73,5 cm, 1964.
- Ivan et Maria, huile sur carton, 37,5 × 99,5 cm, 1965.
- Le village de Kortouvya, huile sur carton, 55,5 × 80 cm, 1969.
- Vieilles granges, huile sur carton, 36,5 × 86 cm, 1969.
- Le voile de protection (?), huile sur toile, 110 × 120 cm, 1969.
- La crue à Syordla, huile sur toile, 115 × 150 cm, 1971.
- Nature morte. Samovar avec kalatchi : petits pains blancs en forme de cadenas, huile sur toile, 80 × 100 cm, 1972.
- Nature morte avec auge, huile sur toile, 90 × 100 cm, 1972.

### À Arkhangelsk
Le musée régional à Arkhangelsk en présente au moins neuf dont, : 
- Rue à Karpogori, huile sur panneau, 69 × 79 cm, 1962.
- Première journée chaude, huile sur carton, 26 × 73 cm, 1962.
- Rue à Kargopol, huile sur carton, 46,5 × 103,5 cm, 1963.
- Rue de village, huile sur carton, 29 × 73 cm, 1964.
- Étude pour l'huile « Village de Syordla », huile sur carton, 58 × 77,5 cm, 1969.
- La décrue au printemps, huile sur carton, 37,5 × 76,5 cm, 1969.
- Dernier rayon de soleil. Paillers, huile sur carton, 70 × 100 cm, 1971.
- Été indien, huile sur toile, 69 × 100 cm, 1971.

### À Toula
Le musée des beaux-arts à Toula en présente au moins neuf dont, :
- Automne. Étude, huile sur carton, 30 × 69 cm, 1957.
- Automne. Étude, huile sur carton, 26 × 40 cm, 1959.
- En Sibérie, huile sur toile, 83 × 187 cm, 1961.
- Colline au printemps vers Chotov, huile sur carton, 31,5 × 70 cm, 1965.
- Meules de foin en automne, huile sur toile collée sur du carton, 35,5 × 74 cm, 1965.
- Meules de foin, huile sur carton, 35 × 76 cm, 1967.
- Piquets de clôture. La crue, huile sur toile, 66 × 101,5 cm, 1969.
- Nuit blanche à Mouftyouga, huile sur toile, 93 × 130 cm, 1970.
- Ichmaev, huile sur carton, 53,5 × 80 cm, 1971.

### À Donetsk
Le musée d'art régional à Donetsk en présente au moins huit dont, : 
- Matin paisible. Le moulin de Rouzbouguino, huile sur toile, 90 × 140 cm, 1956.
- Nature morte avec du pain, huile sur toile, 97 × 140 cm, 1959.
- Galitch : maison avec lopin de terre, huile sur carton, 73 × 93,5 cm, 1961.
- Kargopol : bateaux sur la neige, huile sur carton, 48,5 × 100 cm, 1963.
- Vajgort. Près du puits, huile sur carton, 40 × 80 cm, 1965.
- Vajgort. Près de la boutique, huile sur carton, 54,5 × 145,5 cm, 1965.
- Souzdal : église de la transfiguration dans le village de Kozlyatievo, huile sur carton, 65,5 × 89 cm, 1970.

### À Belgorod
Le musée d'état des beaux-arts à Belgorod en présente au moins huit dont, : 
- Village de Gloukhovki, huile sur carton, 46 × 104 cm, 1957.
- Sur le chemin de Ponomariovo, huile sur carton, 33 × 101 cm, 1958.
- Iankovo, huile sur carton toilé, 49,5 × 70 cm, 1960.
- Étude avec puits, huile sur carton, 38 × 74 cm, 1962.
- Entrepôts sur la rivière Mezna, huile sur carton, 42 × 74 cm, 1964.
- Maisons à Vajgort, huile sur carton, 32,5 × 78,5 cm, 1965.
- Clôture en bois, huile sur carton, 54 × 105 cm, 1966.
- À la périphérie d'Ounja, huile sur carton, 54,5 × 74 cm, 1971.

### À Oulianovsk
Le musée régional des beaux-arts à Oulianovsk en présente au moins huit dont , : 
- Crépuscule sur l'Ienisseï, huile sur toile, 56 × 65 cm, 1953.
- Rue à Kargopol, huile sur carton, 56,5 × 65 cm, 1963.
- Chevaux à Vajgort, huile sur carton, 40,5 × 73,5 cm, 1965.
- Le village de Mouftyouga en mai, huile sur panneau, 55 × 123 cm, 1966.
- Mouftyouga. Dernières glaces, huile sur carton, 33,5 × 74,5 cm, 1966.
- La crue, huile sur carton, 41,5 × 80 cm, 1969.
- L'école du village à Ounja, huile sur carton, 55 × 80 cm, 1971.
- Nature morte avec un pot en cuivre, huile sur toile, 65 × 72 cm, 1973.

### À Krasnoïarsk
Le Musée régional de Krasnoïarsk dédié à Vassili Sourikov en présente au moins sept dont : 
- Le soir : vieux paillers, huile sur toile, 54 × 94 cm, 1956.
- Rostov Iaroslavski, huile sur toile, 75 × 167 cm, 1957.
- Karpogori, huile sur carton, 31 × 73 cm, 1962.
- Syordla : transport des foins, huile sur carton, 45 × 80 cm, 1969.
- Printemps, huile sur carton, 40 × 100,5 cm, 1969.
- Étude avec pie, huile sur carton, 53 × 80 cm, 1972.